# 新烏希察
新乌希察（羅馬化：Nova Ushytsia）是烏克蘭西部赫梅利尼茨基州卡缅涅茨-波多利斯基区新乌希察市镇内的鎮及其行政中心。面積4.56平方公里，海拔高度273米，2011年人口4,404，人口密度每平方公里965.79人。距离杜納伊夫齊48公里。

## 历史
新乌希察附近的人类活动可追溯到公元前2世纪，在附近曾发掘出波兰人在青铜时代使用的石斧。
1439年第一次在文献中提到此地，称为利特尼夫齐（烏克蘭語：Літнівці）；此后三个多世纪一直处于波兰王国统治下。
17世纪以来，犹太人开始在此定居。1793年，伴随右岸乌克兰并入俄罗斯帝国。1829年改名为新乌希察。1905年革命期间，新乌希察也发动了罢工。1918年奥匈帝国曾短暂占领这里。苏联成立后，建立起一座七年制中学。
1941年7月14日，纳粹德国占领新乌希察后，镇里的犹太人被迫戴上大卫之星。纳粹在此地建立犹太人隔离区，并将附近的犹太人强制转移到这里。1942年8月20日，犹太人被聚集在该镇的广场，并被告知将被送往巴勒斯坦。但实际上纳粹德国是将他们分类，老人、儿童和妇女首先在城外被杀害；健壮的男性和工匠暂时被保留性命，并被迫劳动，直到当年10月也在当地的工厂被杀害。
在占领期间，共产党员和村民组织了游击队，到1944年1月时，已经有13个小队、约900名战士。1944年3月27日，苏联红军解放了新乌希察。
战后重建的新乌希察拥有肉联厂、面包厂和水果罐头厂，以及3所八年制中学。
2020年7月18日作为乌克兰行政区划改革的一部分，新烏希察區被撤销，并入卡缅涅茨-波多利斯基区。

## 图集

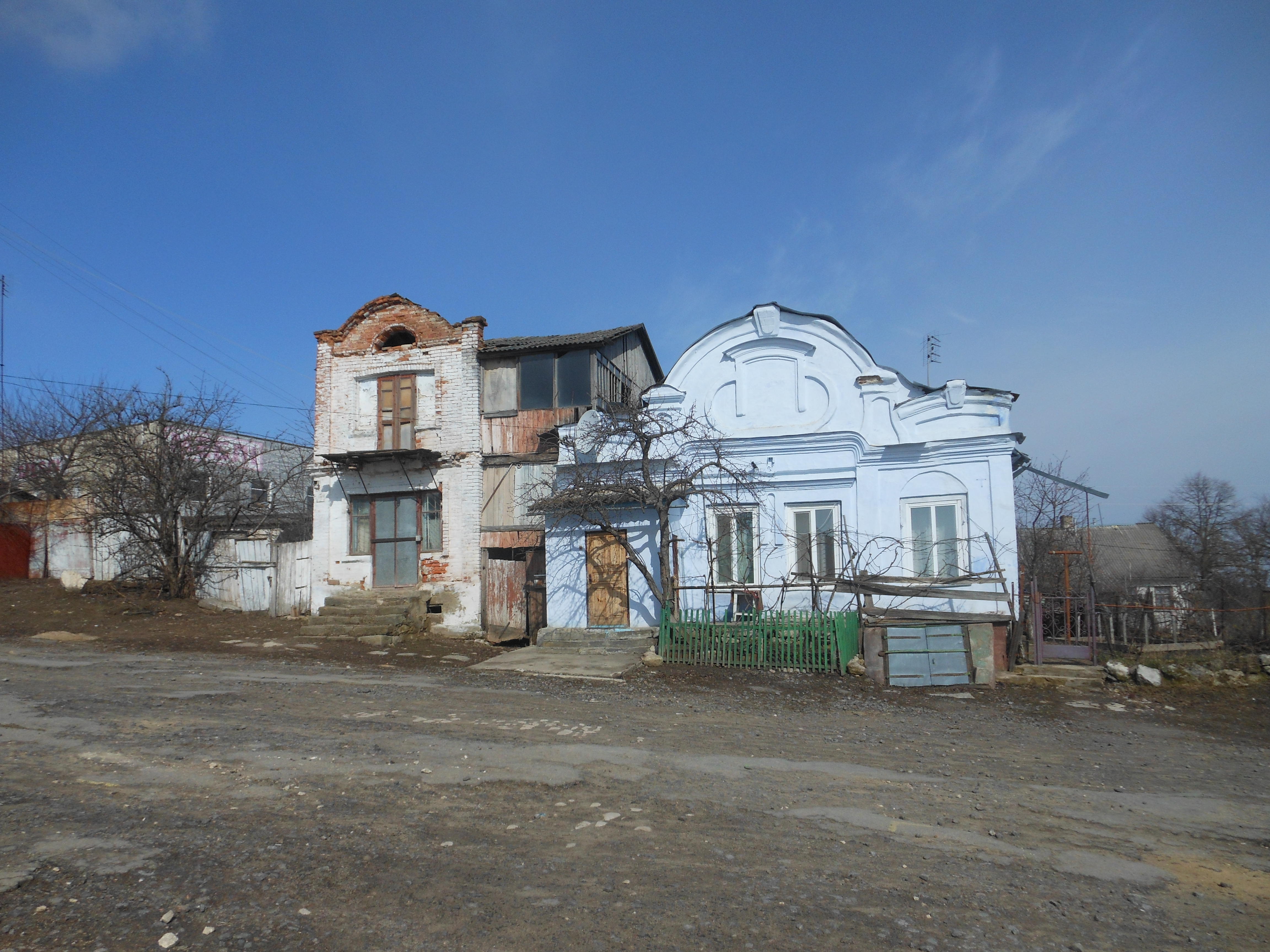
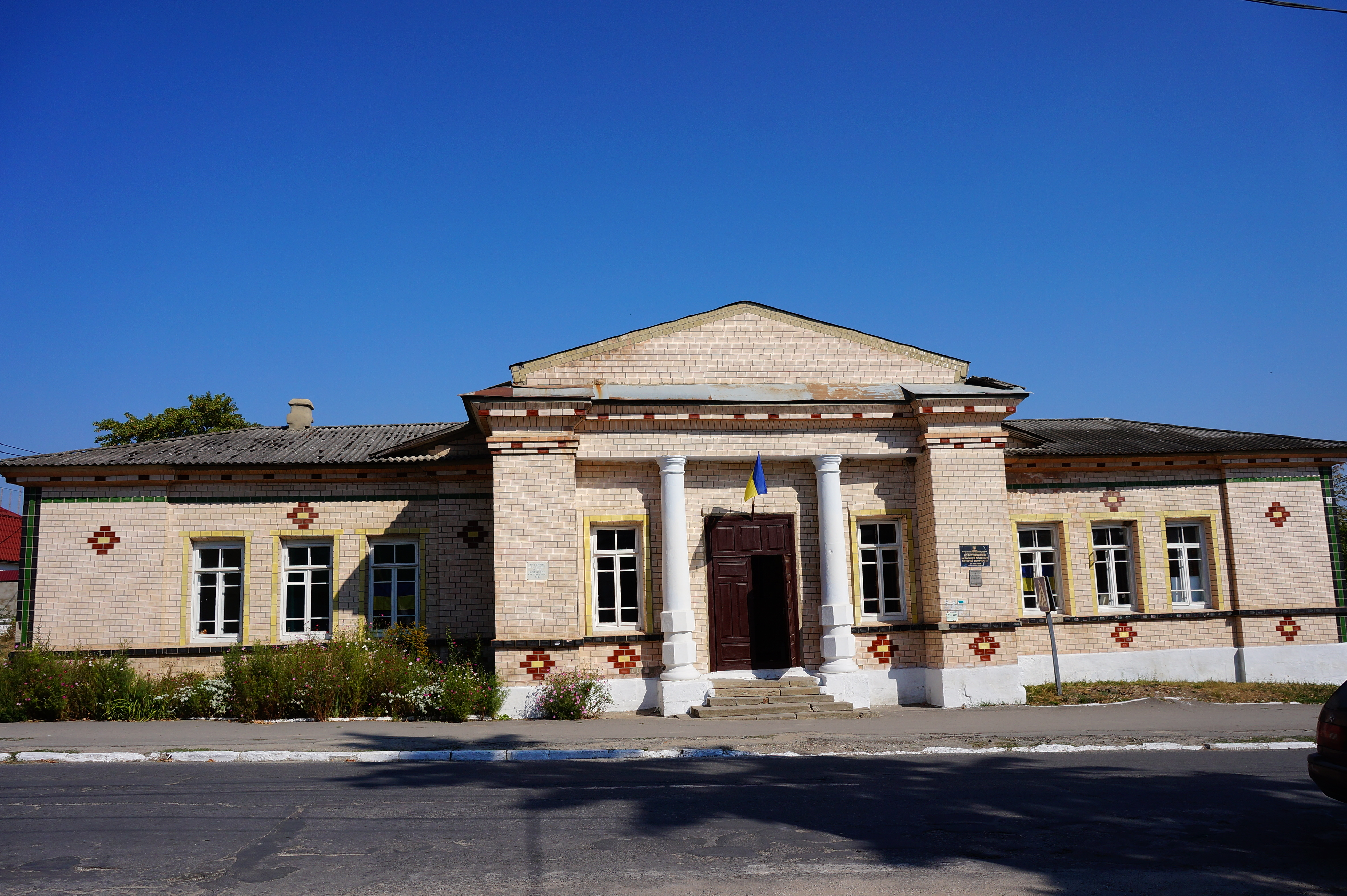
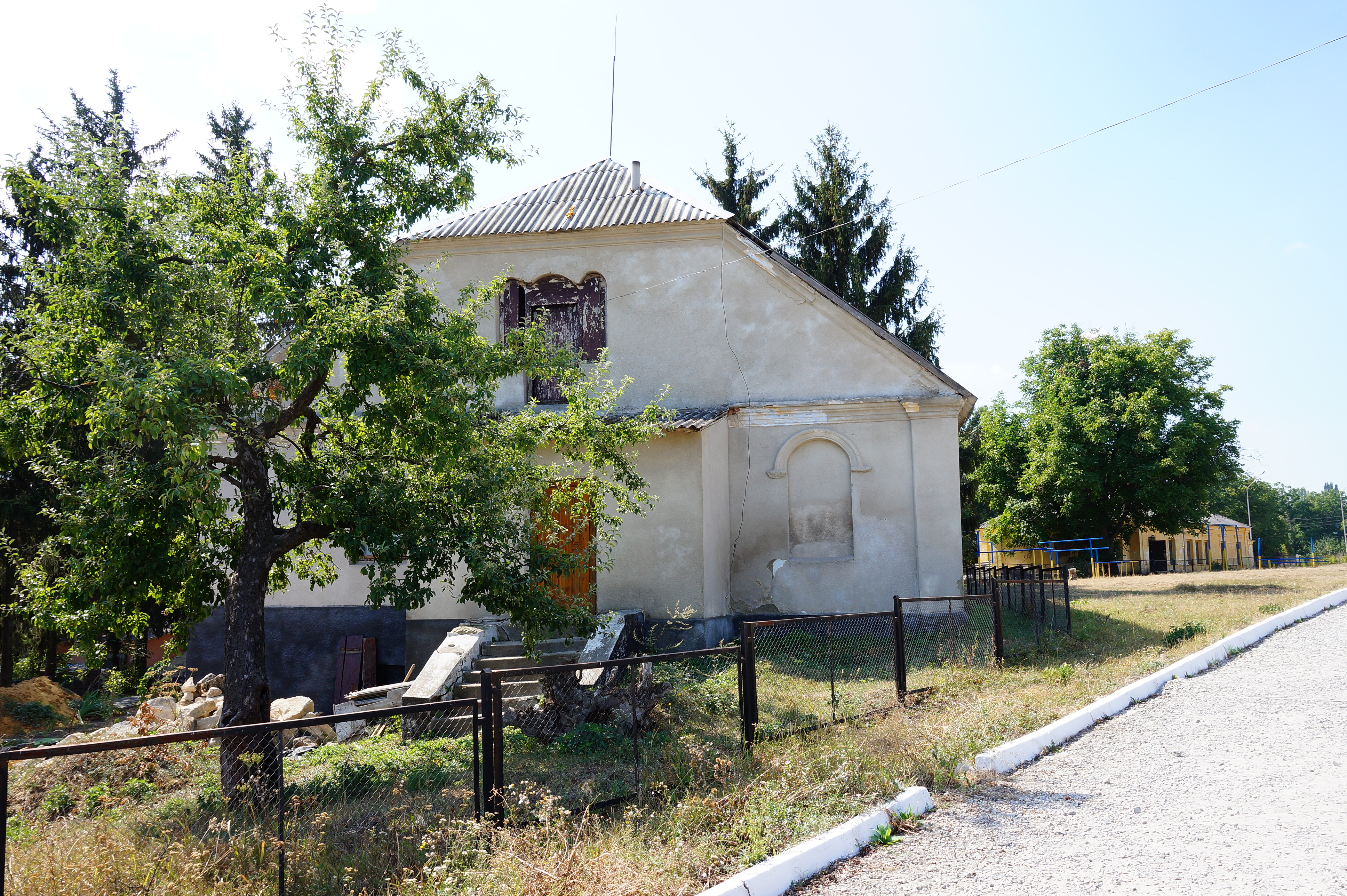
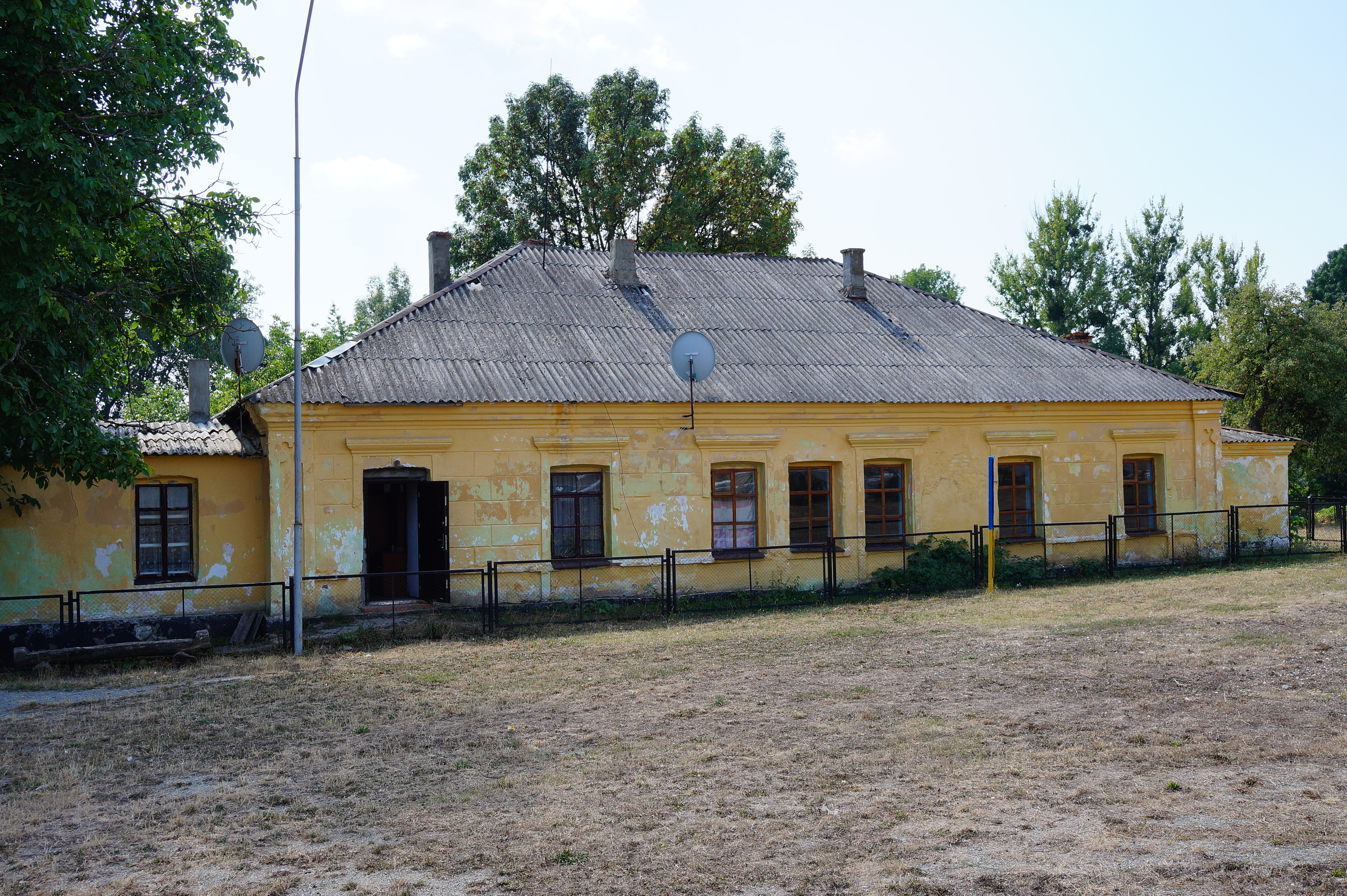
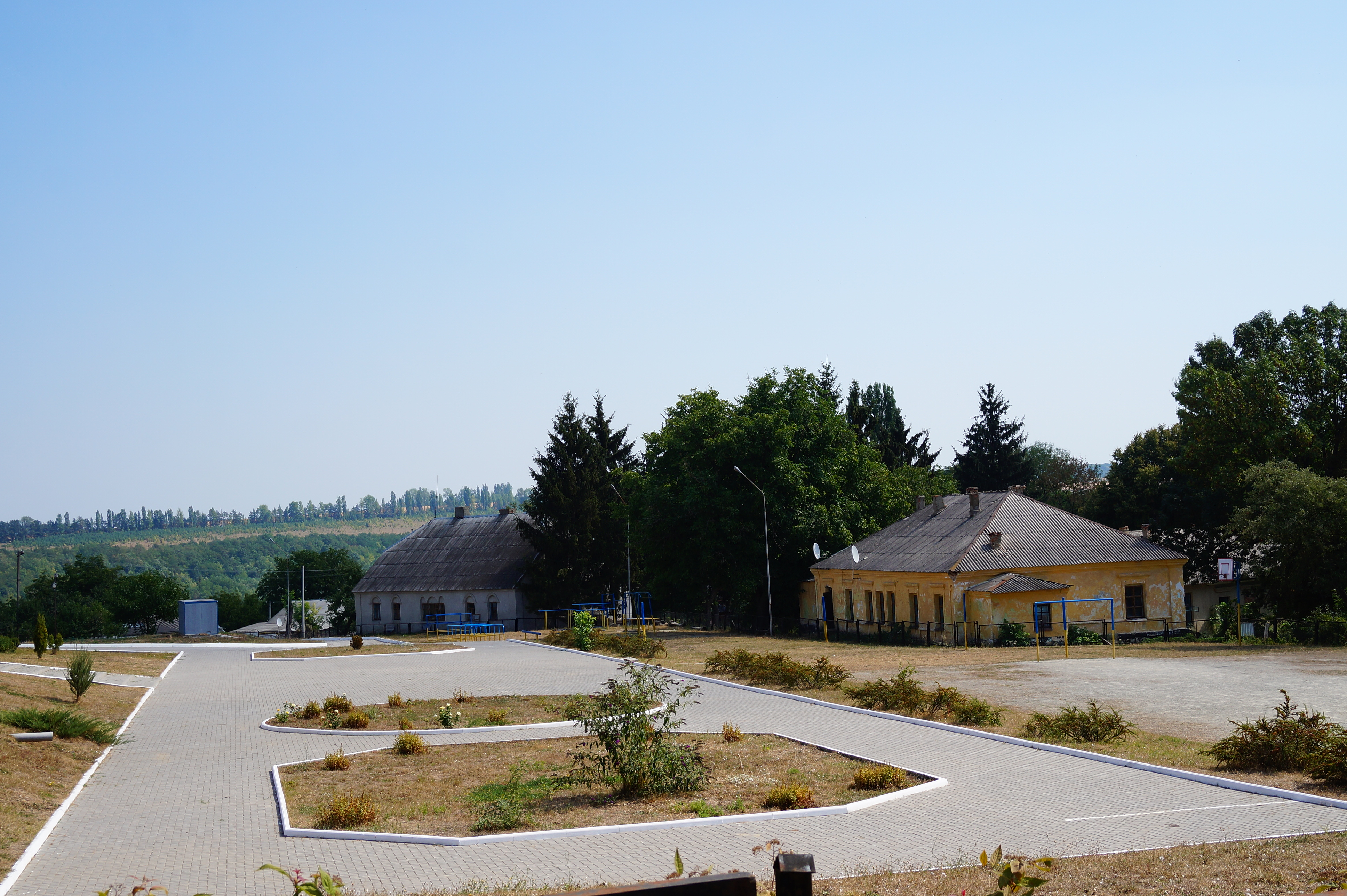
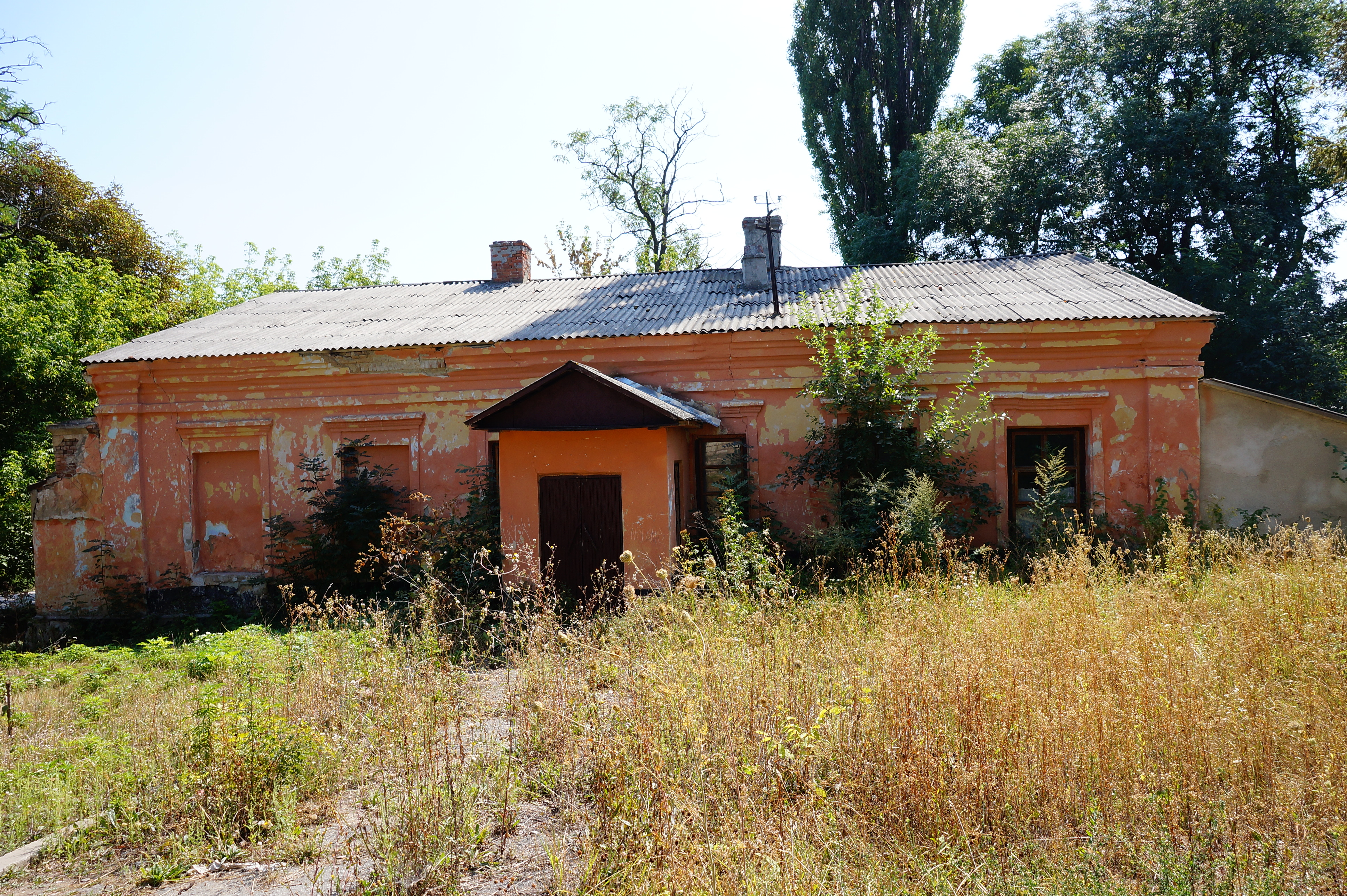
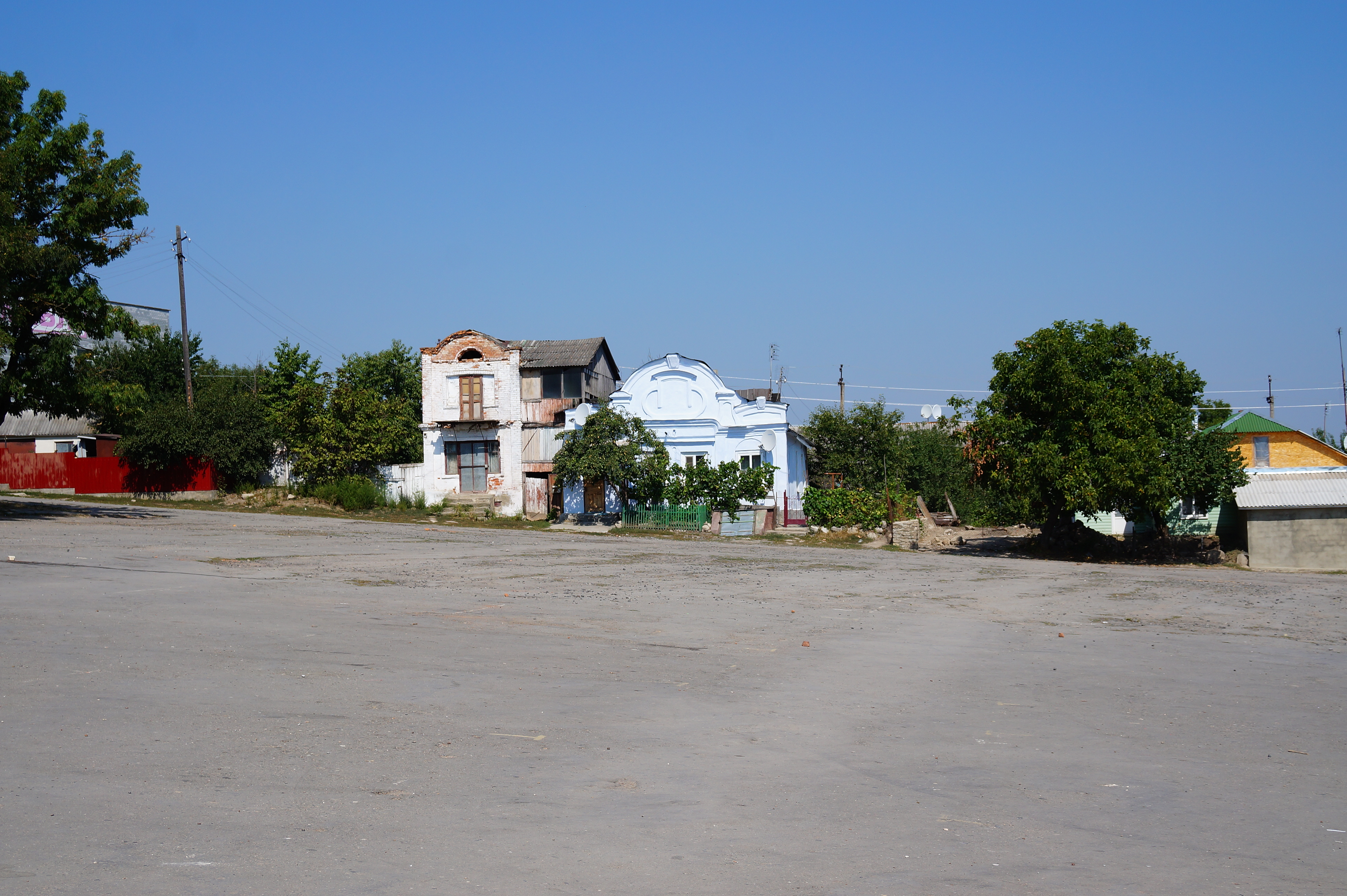
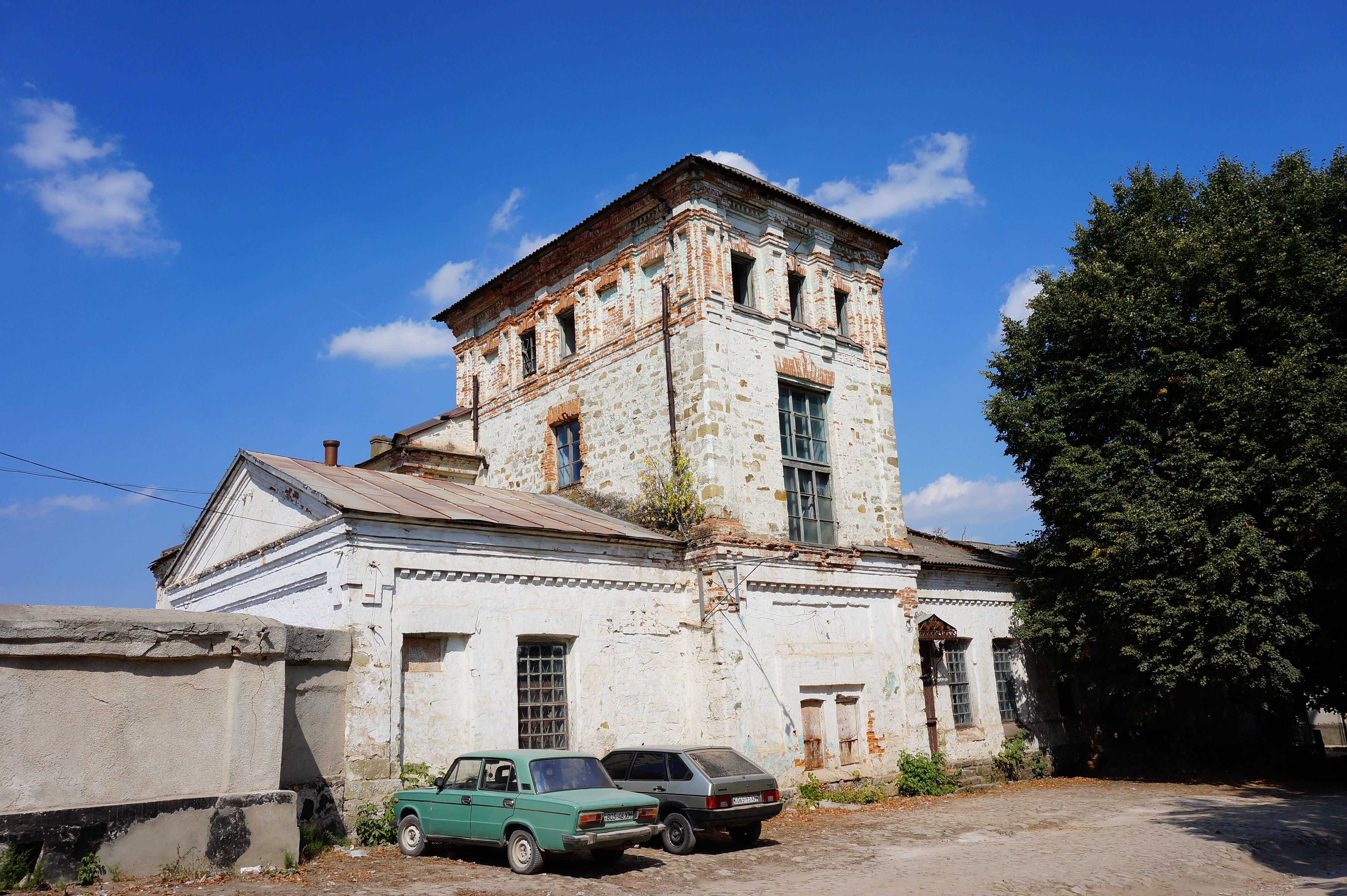

## 人口
| 年份   | 1820 | 1858  | 1870  | 1896  | 1897  | 1989  | 2013  | 2022  |
| ------ | ---- | ----- | ----- | ----- | ----- | ----- | ----- | ----- |
| 人口數 | 388  | 3,933 | 4,502 | 5,821 | 6,371 | 4,851 | 4,353 | 3,880 |